# Aldo Albanesi
Aldo Albanesi (Busto Arsizio, 8 maggio 1938) è un ex arbitro di pallacanestro italiano.
Ha diretto in Serie A maschile dal 1968 al 1985, per un totale di 338 gare. È stato arbitro internazionale dal 1970 al 1985, con 203 incontri diretti.
Ha preso parte ai Giochi della XXI Olimpiade di Montréal (1976), a due edizioni dei Campionati Europei maschili e tre femminili, una Coppa Intercontinentale per Nazioni.
Ha inoltre diretto 3 finali di Coppa delle Coppe, 2 di Coppa dei Campioni femminile, ed una di Coppa Intercontinentale.
Dal 2007 è membro dell'Italia Basket Hall of Fame.